# Refúgio de Vida Silvestre Mata do Junco

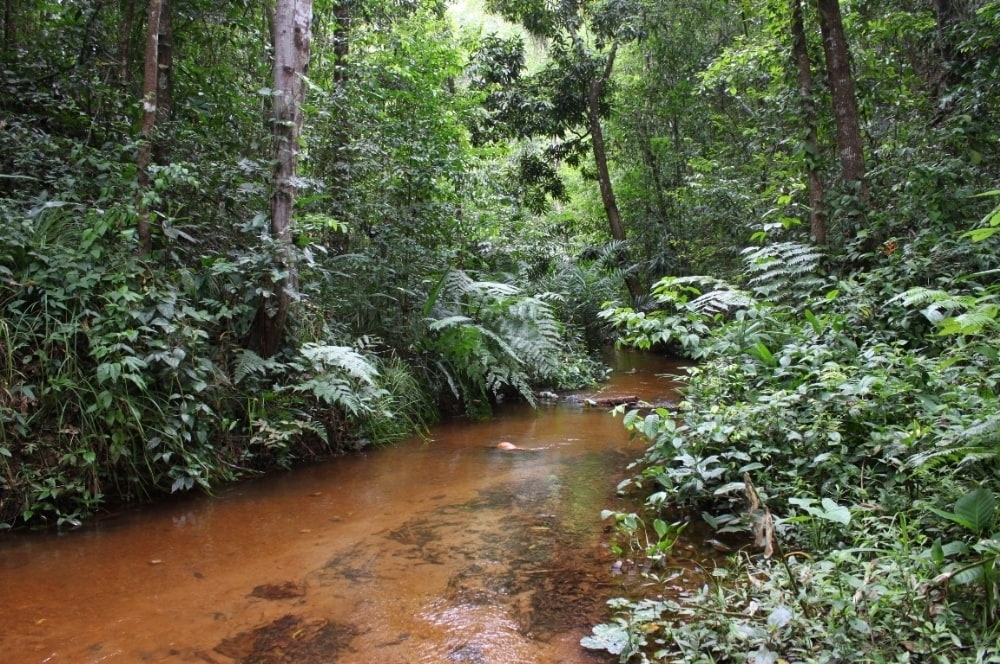
Refúgio de Vida Silvestre Mata do Junco

O Refúgio de Vida Silvestre Mata do Junco é um Refúgio de Vida Silvestre situado em Capela, Sergipe, Brasil. Foi criado no dia 26 de dezembro de 2007, à partir do decreto 24944 com o intuito de proteger a Mata Atlântica e seus recursos naturais, especialmente as nascentes do Riacho Lagartixo e o macaco guigó (Callicebus coimbrai), e para realizar pesquisas científicas, educação ambiental e ecoturismo. Contém aproximadamente 894,76 hectares, sendo assim o segundo maior remanescente de Mata Atlântica de Sergipe. A diversidade é grande, estima-se que existam 129 espécies de aves no local. É administrado pela Secretaria de Estado do Meio Ambiente e Recursos Hídricos (Semarh).